# Parti socialiste d'Amérique
Pour les articles homonymes, voir SPA.
 (juin 2019).
Si vous disposez d'ouvrages ou d'articles de référence ou si vous connaissez des sites web de qualité traitant du thème abordé ici, merci de compléter l'article en donnant les références utiles à sa vérifiabilité et en les liant à la section « Notes et références ».
Le Parti socialiste d'Amérique (en anglais : Socialist Party of America, abrégé en SPA) est un parti politique démocratique socialiste aux États-Unis de 1901 à 1972.
Il naît de la fusion du jeune Parti social-démocrate d'Amérique (en) et de membres du Parti ouvrier socialiste qui avaient quitté leur organisation en 1899.
Il disparaît en 1972, se divisant alors en trois partis distincts.

## Historique

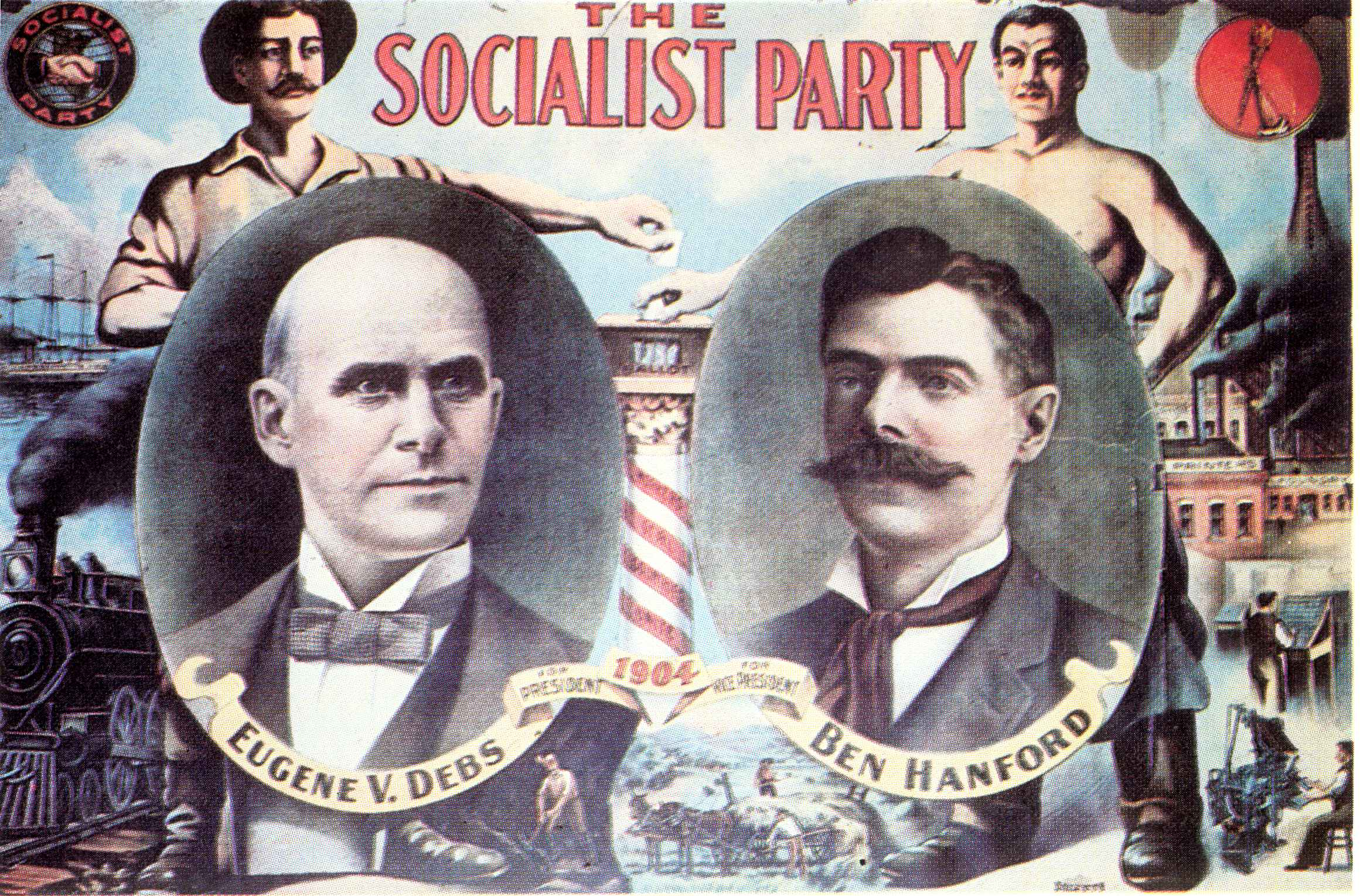
Affiches du Parti socialiste d'Amérique pour la campagne présidentielle de 1904

Dans les premières décennies du XXe siècle, ce parti s'attira le soutien de différents groupes : syndicats, réformateurs progressistes, agriculteurs populistes et communautés d'immigrants. Son candidat à la présidence Eugene Debs obtint plus de 900 000 voix en 1912 et 1920, tandis que le parti fit élire deux de ses membres à la Chambre des représentants (Victor L. Berger et Meyer London) et de nombreux maires et élus locaux. L'opposition résolue du parti à l'engagement américain dans la Grande Guerre, bien que soutenue par beaucoup, produisit quelques démissions importantes et attira sur lui répression et persécution de la part du gouvernement fédéral. L'organisation fut peu après déchirée par des conflits internes générés par la survenue de la révolution d'Octobre de 1917 et la création de l'Internationale communiste en 1919.
Après avoir soutenu la candidature de Robert M. La Follette en 1924, le Parti socialiste reprit son indépendance et connut une croissance modeste au début des années 1930 avec la candidature de Norman Thomas. Après les années 1920 cependant, la base électorale du parti fut affaiblie par la popularité du New Deal de Franklin Roosevelt et la supériorité du Parti communiste des États-Unis d'Amérique mené par Earl Browder. La tentative avortée de donner une plus grande assise au parti en accueillant les partisans de Léon Trotski et Jay Lovestone (en) conduisit la « vieille garde » à quitter l'organisation et à former la Social Democratic Federation en 1936. Alors que le parti était fortement anti-fasciste et anti-staliniste, son attitude ambivalente pendant la Seconde Guerre mondiale l'isola sur la scène politique.
Le parti cessa de présenter un candidat aux élections présidentielles après 1956, quand son candidat, Darlington Hoopes, ne parvint même pas à réunir 3 000 voix. Dans les dernières décennies d'existence du parti, ses membres, dont beaucoup étaient d'éminents représentants des mouvements syndicaux et des droits civiques, n'étaient absolument pas d'accord sur la nature de leur relation avec le Parti démocrate et sur la manière de faire avancer la cause de la démocratie.
En 1972–1973, ces différends stratégiques devinrent si profonds que le parti se divisa en trois groupes distincts dont l'actuel Parti socialiste des États-Unis, les Sociaux-démocrates, USA et les Socialistes démocrates d'Amérique.

## Secrétaires exécutif
- 1901-1903 : Leon Greenbaum (en)
- 1903-1905 : William Mailly (en)
- 1905-1911 : J. Mahlon Barnes (en)
- 1911-1913 : John M. Work (en)
- 1913-1916 : Walter Lanfersiek (en)
- 1916-1919 : Adolph Germer (en)
- 1919-1924 : Otto Branstetter (en)
- 1924-1925 : Bertha Hale White (en)
- 1925-1926 : George Ross Kirkpatrick (en)
- 1926-1929 : William H. Henry
- 1929-1936 : Clarence Senior (en)
- 1936-1939 : Roy Burt (en)
- 1939-1942 : Travers Clement (en)
- 1942-1950 : Harry Fleischman
- 1950-1954 : Robin Myers
- 1954-1957 : Herman Singer
- 1957-1968 : Irwin Suall (en)
- 1968-1970 : Penn Kemble (en)
- 1970-1972 : Joan Suall

## Membres notables
- Eliza Frances Andrews
- Fannia Cohn
- Vida Dutton Scudder
- Jack London
- Pauline Newman
- Leonora O'Reilly
- John Silas Reed
- Upton Sinclair
- Ellen Gates Starr
- Thorstein Veblen

## Élections présidentielles
| Élection | Candidats                       | Candidats                       | Voix                            | %                               |
| -------- | ------------------------------- | ------------------------------- | ------------------------------- | ------------------------------- |
| 1904     | Eugene Victor Debs              | Benjamin Hanford                | 402 810                         | 2,98                            |
| 1908     | Eugene Victor Debs              | Benjamin Hanford                | 420 852                         | 2,83                            |
| 1912     | Eugene Victor Debs              | Emil Seidel                     | 901 551                         | 5,99                            |
| 1916     | Allan L. Benson                 | George Ross Kirkpatrick         | 590 524                         | 3,19                            |
| 1920     | Eugene Victor Debs              | Seymour Stedman                 | 913 693                         | 3,41                            |
| 1924     | soutien à Robert M. La Follette | soutien à Robert M. La Follette | soutien à Robert M. La Follette | soutien à Robert M. La Follette |
| 1928     | Norman Thomas                   | James H. Maurer                 | 267 478                         | 0,73                            |
| 1932     | Norman Thomas                   | James H. Maurer                 | 884 885                         | 2,23                            |
| 1936     | Norman Thomas                   | George A. Nelson                | 187 910                         | 0,41                            |
| 1940     | Norman Thomas                   | Maynard C. Krueger              | 116 599                         | 0,23                            |
| 1944     | Norman Thomas                   | Darlington Hoopes               | 79 017                          | 0,16                            |
| 1948     | Norman Thomas                   | Tucker P. Smith                 | 139 569                         | 0,29                            |
| 1952     | Darlington Hoopes               | Samuel H. Friedman              | 20 203                          | 0,03                            |
| 1956     | Darlington Hoopes               | Samuel H. Friedman              | 2 128                           | 0,0                             |

#### Essais et manuels de références
- (en-US) David A. Shannon, The Socialist Party of America : A History, Chicago, Illinois, Quadrangle Books, 1er janvier 1967, 340 p. (OCLC 491309343, lire en ligne),
- (en-US) James Weinstein, The Decline of Socialism in America : 1912-1925, New York, Monthly Review Press, 1er janvier 1967, 392 p. (ISBN 9780813510699, lire en ligne),
- (en-US) John H.M. Laslett, Labor & The Left : A study of socialist and radical influences in the American labor movement, 1881-1924, New York, Basic Books, 14 janvier 1971, 344 p. (ISBN 9780465037421, lire en ligne),
- (en-US) William M. Dick, Labor and Socialism in America : The Gompers Era, Port Washington, état de New York, Kennikat Press, 28 juin 1972, 230 p. (ISBN 9780804690058, lire en ligne),
- (en-US) Philip S. Foner, American Socialism & Black Americans : from the Age of Jackson to World War II, Westport, Connecticut, Greenwood Press, 18 novembre 1977, 488 p. (ISBN 9780837195452, lire en ligne),
- (en-US) Donald T. Critchlow, Socialism in the Heartland : The Midwestern Experience, 1900-1925, Notre Dame, Indiana, University of Notre Dame Press, 1er décembre 1986, 236 p. (ISBN 9780268017194, lire en ligne),
- (en-US) Sally M. Miller, Race, Ethnicity & Gender in Early 20th-century American Socialism, New York, Garland Publishing, 1er février 1996, 328 p. (ISBN 9780815311638, lire en ligne),
- (en-US) Bryan D. Palmer, James P. Cannon and the Origins of the American Revolutionary Left, 1890-1928, Champaign, Illinois, University of Illinois Press, 26 mars 2007, 576 p. (ISBN 9780252031090, lire en ligne),

#### Articles
- (en-US) Leonard B. Rosenberg, « The "Failure" of the Socialist Party of America », The Review of Politics, Vol. 31, No. 3,‎ juillet 1969, p. 329-352 (24 pages) (lire en ligne ),
- (en-US) Walfred H. Peterson, « The Foreign Policy of the Socialist Party of America before World War I », The Pacific Northwest Quarterly, Vol. 65, No. 4,‎ octobre 1974, p. 176-183 (8 pages) (lire en ligne ),
- (en-US) David A. Corbin, « Betrayal in the West Virginia Coal Fields: Eugene V. Debs and the Socialist Party of America, 1912-1914 », The Journal of American History, Vol. 64, No. 4,‎ mars 1978, p. 987-1009 (23 pages) (lire en ligne ),
- (en-US) Errol Wayne Stevens, « The Socialist Party of America in Municipal Politics: Canton, Illinois, 1911-1920 », Journal of the Illinois State Historical Society (1908-1984), Vol. 72, No. 4,‎ novembre 1979, p. 257-272 (16 pages) (lire en ligne ),
- (en-US) Sally M. Miller, « For White Men Only: The Socialist Party of America and Issues of Gender, Ethnicity and Race », The Journal of the Gilded Age and Progressive Era, Vol. 2, No. 3,‎ juillet 2003, p. 283-302 (20 pages) (lire en ligne ),
- (en-CA) Jacob A. Zumoff, « The Left in the United States and the Decline of the Socialist Party of America, 1934–1935 », Labour / Le Travail, Vol. 85,‎ printemps 2020, p. 165-198 (34 pages) (lire en ligne ),